# Vénostes

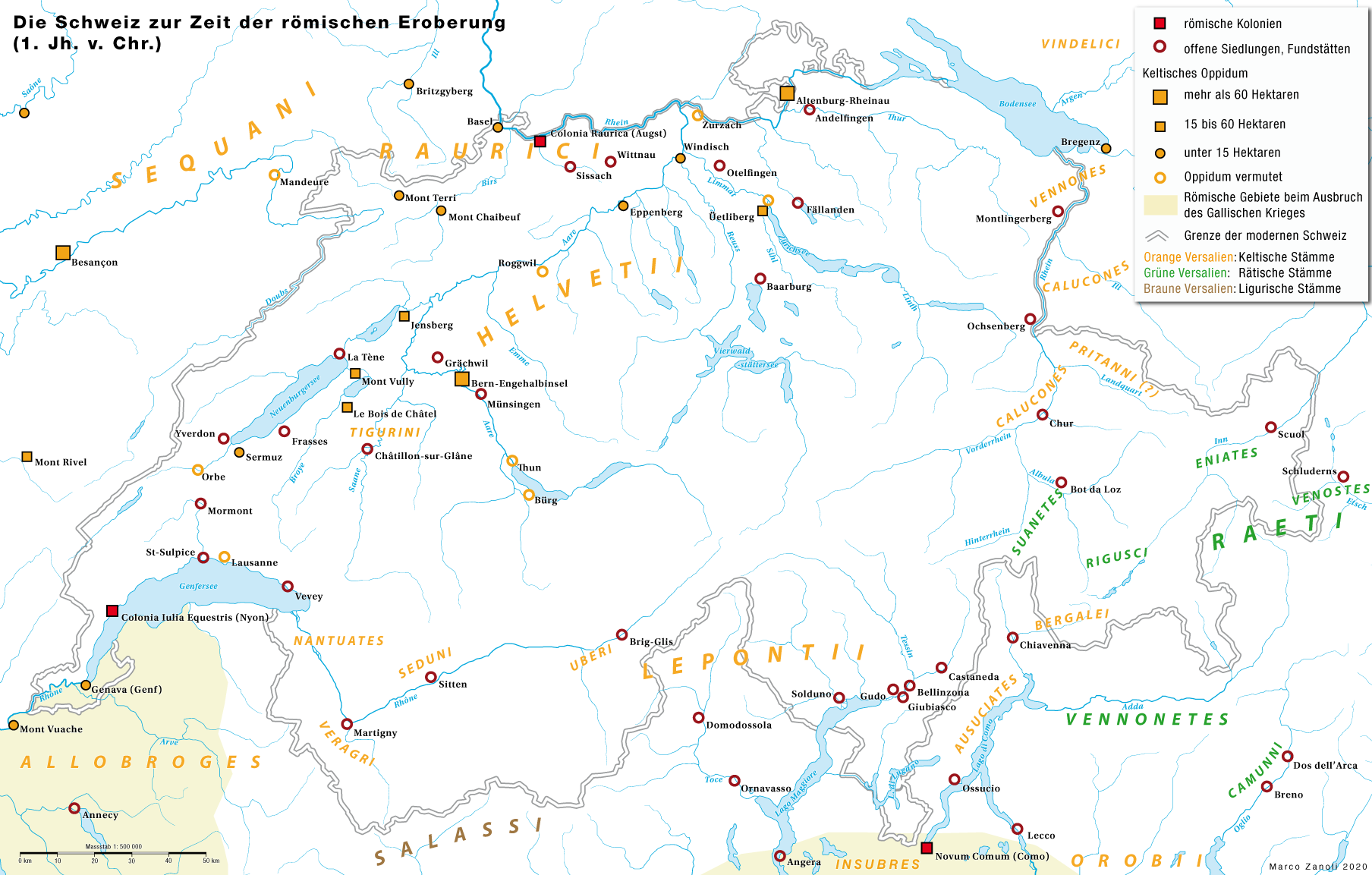
Carte de la Suisse au 1er siècle apr. J.-C. Habitats et sites celtes (Helvètes, Rauraciens), ligures (Lépontiens, etc.) et rhétiques de l'époque de La Tène.

Les Vénostes (latin Venostes ou Venostae) sont une tribu des Alpes rhétiques qui était installée dans l'actuel Val Venosta ou Vintschgau (aujourd'hui en Italie, dans la province de Bolzano). Les noms de Val Venosta et de Vintschgau viennent de celui des Vénostes. Leur nom figure sur le Trophée des Alpes parmi ceux des tribus alpines soumises par Auguste.
Il est possible, mais non certain, que les Vénostes aient été des Rhètes ; ce qui est clair, en revanche, est que leur nom repose sur la racine indo-européenne *wen-, à l'origine de nombreux ethnonymes celtes, italiques, germaniques ou slaves.